# Barbara De Rossi
Barbara De Rossi (* 9. srpna 1960, Řím, Itálie) je italská herečka.

## Filmografie (výběr)

### Filmy
- 1976: Così come sei
- 1980: La cicala
- 1983: I Paladini – storia d'armi e d'amori
- 1985: Mamma Ebe
- 1986: Tre giorni ai tropici
- 1988: Angela come te
- 1990: Nel giardino delle rose
- 1990: Tiché dny v Clichy
- 1994: Maniaci sentimentali
- 1998: A Bedfull of Foreigners
- 2003: Babiy Yar
- 2007: Matrimonie alla Bahamas

### Televize
- 1981: Turno di notte
- 1982: Storia d’amore e d’amicizia (TVS)
- 1984: Chobotnice (La Piovra) (TVS)
- 1985: Mussolini and I
- 1987: Caramelle da uno sconosciuto
- 1987: Teta (TVS)
- 1988: L’eterna giovinezza
- 1990: Pronto soccorso (TVS)
- 1990: La storia spezzata (TVS)
- 1993: La scalata (TVS)
- 1994: Si, ti voglio bene (TVS)
- 1995: La storia di Chiara
- 1996: La casa dove abitava Corinne
- 1997: In fondo al cuore
- 1997: Cove comincia il sole
- 2002: La casa dell’angelo
- 2003: Cinicittà (TVS)
- 2004–2007: La stagione dei delitti (TVS)
- 2005–2008: Un ciclone in famiglia (TVS)
- 2009: Un coccodrillo per amico
- 2010: Fratelli Benvenuti (TVS)

## Ocenění
- 1983: Telegatto za "Storia d’amore e d’amicizia"
- 1984: Laceno d’oro
- 1985: Pasinalti Award za "Mamma Ebe"
- 1992: Telegatto za "La storia spezzata"